# Kent Cheng
Kent Cheng, de son vrai nom Cheng Jak-si (鄭則士, né le 22 mai 1951), est un acteur hongkongais ayant remporté deux fois le Hong Kong Film Award du meilleur acteur en 1986 et 1997.

## Biographie
Né dans une famille pauvre, il a l'intention de devenir acteur dès sa jeunesse. Il rejoint une société de production en 1972, mais ne parvient pas à obtenir une place de longue durée avant de rejoindre la chaîne TVB en 1976. Il devient ensuite acteur dans plusieurs séries télévisées.
Dans les années 1980, il se concentre davantage sur le cinéma et la réalisation. En 1986, il remporte le Hong Kong Film Award du meilleur acteur pour son rôle dans le film Why Me? (en). Il le remporte une deuxième fois en 1997 pour The Log.
Il fonde sa société de production dans les années 1990 mais elle n'a pas le succès escompté et connait des problèmes financiers à la fin des années 1990. Il redevient donc acteur pour TVB en 1993. Cependant, on ne lui donne plus de rôle important et il rejoint donc la chaîne concurrente ATV (en) en 1997.
Il se concentre ensuite sur la Chine continentale avant de retourner sur TVB en 2006.

## Filmographie

### Cinéma
| Année | Titre                         | Rôle                      | Notes |
| ----- | ----------------------------- | ------------------------- | --- |
| 1981  | The Emperor and His Brother   |                           | |
| 1982  | The Perfect Match             |                           | |
| 1983  | Give Me Back                  |                           | Nommé au Hong Kong Film Award du meilleur acteur                                                                     |
| 1984  | Crazy Kung Fu Master          |                           | |
| 1984  | Beloved Daddy                 |                           | Nommé au Hong Kong Film Award du meilleur acteur                                                                     |
| 1985  | Why Me?                       | Fei Mao                   | Hong Kong Film Award du meilleur acteur Nommé au Golden Horse Awards du meilleur acteur                              |
| 1986  | Le Flic de Hong Kong 3        |                           | |
| 1986  | United We Stand               |                           | |
| 1987  | Heartbeat 100                 |                           | |
| 1988  | L' Hôtesse de la violence     |                           | |
| 1988  | Walk on Fire                  | Mère Tang                 | |
| 1989  | The Fortune Code              |                           | |
| 1989  | Vampire Buster                |                           | |
| 1989  | Mr. Smart                     |                           | |
| 1990  | Dragon in Jail                |                           | |
| 1990  | The Magic Amethyst            |                           | |
| 1990  | Spooky Family 2               | Chor Yat/Jour Un          | |
| 1991  | Lethal Contact                |                           | |
| 1991  | Le Parrain de Hong Kong       |                           | Nommé au Hong Kong Film Award du meilleur acteur dans un second rôle                                                 |
| 1991  | Il était une fois en Chine    | Lam Sai-wing              | |
| 1993  | A Roof with a View            | Fat Ho (non crédité)      | |
| 1993  | Man of the Times              | Chan Chi-chiu             | |
| 1993  | Crime Story                   | Inspecteur Hung Ting-bong | Nommé au Hong Kong Film Award du meilleur acteur dans un second rôle Nommé au Golden Horse Awards du meilleur acteur |
| 1993  | Hero of Hong Kong 1949        |                           | |
| 1993  | Lord of East China Sea        | Chef Wong                 | |
| 1993  | Lord of East China Sea 2      | Chef Wong                 | |
| 1993  | The Kidnap of Wong Chak Fai   | Chung                     | |
| 1993  | Flirting Scholar 2            | Fat Cat (non crédité)     | |
| 1993  | Cohabitation                  |                           | |
| 1993  | Run and Kill                  | Cheng Kau-ng              | |
| 1994  | Mermaid Got Married           |                           | |
| 1994  | The Defender                  |                           | |
| 1996  | The Log                       |                           | Hong Kong Film Award du meilleur acteur Golden Bauhinia Awards du meilleur acteur                                    |
| 1996  | Wong Fei-hung                 | Lam Sai-wing              | Produit par Tsui Hark                                                                                                |
| 2001  | Asian Charlie's Angels        | Bosley                    | |
| 2003  | Happy Go Lucky                |                           | |
| 2007  | Flash Point                   |                           | |
| 2008  | Run Papa Run                  |                           | |
| 2008  | Out of Control                |                           | |
| 2010  | Ip Man 2                      | Fatso                     | |
| 2011  | Sleepwalker                   |                           | |
| 2012  | Good-for-Nothing Heros        |                           | |
| 2014  | Who is Undercover             |                           | |
| 2015  | Ip Man 3                      | Fatso                     | |
| 2017  | Chasing the Dragon            | Piggy                     | |
| 2018  | The Big Rescue                |                           | |
| 2018  | The Leaker                    |                           | |
| 2019  | La Guerre des Cartels 2       |                           | |
| 2019  | Hypnotize the Jury            |                           | |
| 2021  | Once Upon a Time in Hong Kong |                           | |

### Télévision
| Année | Titre                                         | Rôle           | Prix                                                                                    | Chaîne |  |
| ----- | --------------------------------------------- | -------------- | --------------------------------------------------------------------------------------- | ------ |  |
| 1976  | Hotel                                         |                |                                                                                         | (TVB)  |  |
| 1978  | The Giant                                     | Law Kwan       |                                                                                         | (TVB)  |  |
| 1978  | The Heaven Sword and Dragon Saber             |                |                                                                                         | (TVB)  |  |
| 1979  | The Sword of Romance                          | Muk-yung Ching |                                                                                         | (TVB)  |  |
| 1981  | The Misadventure of Zoo                       |                |                                                                                         | (TVB)  |  |
| 1996  | In the Name of Love                           | Ho Ka-bon      |                                                                                         | (TVB)  |  |
| 1997  | The Hitman Chronicles                         | Zhuan Zhu      |                                                                                         | (TVB)  |  |
| 1997  | Forrest Cat                                   | Lai Ting-on    |                                                                                         | (ATV)  |  |
| 1999  | Forrest Cast 2                                | Wong Ka-po     |                                                                                         | (ATV)  |  |
| 2002  | Law 2002                                      | Law Yau-dai    |                                                                                         | (ATV)  |  |
| 2006  | The Blind Detective                           |                |                                                                                         | (ATV)  |  |
| 2006  | Romance of Red Dust                           | Yang Su        |                                                                                         | (CTV)  |  |
| 2008  | A Journey Called Life                         | Kam Shek       |                                                                                         | (TVB)  |  |
| 2009  | A Watchdog's Tale                             | Lai Tsun-sing  |                                                                                         | (TVB)  |  |
| 2010  | When Lanes Merge                              | Ho Kau         | Nommé au TVB Award du meilleur acteur Nommé au TVB Award du personnage masculin préféré | (TVB)  |  |
| 2012  | The Greatness of a Hero                       | Dit Yan-kit    |                                                                                         | (TVB)  |  |
| 2012  | King Maker                                    | Tung Chiu      |                                                                                         | (TVB)  |  |
| 2012  | Wonderful Declarations from a Daughter-in-Law |                |                                                                                         |        |  |
| 2015  | Best Get Going                                |                |                                                                                         |        |  |
| 2016  | My Dangerous Mafia Retirement Plan            | Ho Kei-sung    |                                                                                         | (TVB)  |  |
| 2018  | I Bet Your Pardon                             | Longsi         |                                                                                         |        |  |
| 2019  | My Life As Loan Shark                         | 戴金仔         |                                                                                         | (TVB)  |  |